# 東小平駅
東小平駅（ひがしこだいらえき）は、かつて東京都小平市天神町二丁目（当時は東京府→東京都北多摩郡小平町野中新田）に存在した西武鉄道新宿線の駅（廃駅）である。花小金井 - 小平間に存在した。

## 概要
当駅については存在期間が短かったことや戦争をまたいだ影響で資料が極めて乏しく、参謀本部陸地測量部や国土地理院測量の地形図にも正式に駅として掲載されたことがないほどであった。ごくわずかな資料から分かることは以下のとおりである。
位置は新宿線が青梅街道を南東から北西に横切った先、公立昭和病院の西側に位置しており、公立昭和病院では1928年（昭和3年）に開設された時点から駅開設を希望していた、そのためホームの盛土を病院の敷地から提供するなど協力した。
後に旅客ホームから本川越方面に少し離れた先、下り本線の南側に貨物側線が建設されて客貨両用駅となった。ただし貨物といっても通常の貨物ではなく、東京都が戦時中・終戦直後に多摩地域の農村部で肥料として処理してもらうために輸送を委託した都内の糞尿で、同駅は田無駅・東村山駅などとともに貯溜駅に指定されていた。専用の貨車で到着した糞尿を貨車の底から線路下の貯溜槽に落としてためており、この当時には近隣の農家が肥桶をリヤカーに積んで受け取りに来たという。
その糞尿輸送は1953年（昭和28年）に中止され、翌1954年（昭和29年）に隣の小平駅に吸収合併される形で廃駅となった。

## 過去の空中写真
国土地理院が提供している地図・空中写真閲覧サービスにおける過去の空中写真に、東小平駅と推定される建造物の様子が確認できる。 
（撮影年月日＝1941年〈昭和16年〉6月25日）
- http://mapps.gsi.go.jp/maplibSearch.do?specificationId=729725
- https://mapps.gsi.go.jp/contentsImageDisplay.do?specificationId=729725&isDetail=true

## 歴史
- 1940年（昭和15年）4月23日：西武鉄道（初代）の旅客駅として開業[1]。
- 1944年（昭和19年）9月10日：東京都の要請による糞尿輸送の貯溜駅に指定され、側線と貯溜槽を設置。糞尿輸送専門の貨物営業を開始。
- 1945年（昭和20年）9月22日：西武鉄道（初代）が武蔵野鉄道に併合され西武農業鉄道が発足。同社の駅となる[1]。
- 1946年（昭和21年）11月15日：西武農業鉄道が西武鉄道（2代）に改称。同社の駅となる[1]。
- 1953年（昭和28年）3月31日：糞尿輸送停止により貨物営業を廃止。
- 1954年（昭和29年）10月10日：小平駅に統合され廃駅[1]。

## 駅構造
相対式ホーム2面2線を有した地上駅であった。下り本線の南側には貨物側線があった。

## 廃駅後の状況
既に廃駅から半世紀以上が過ぎ、一面の田園であった周囲も宅地化が進むなど激変を遂げており、ほとんど跡らしい跡は残されていない。
しかし公立昭和病院の先、駅のあった地点とされる付近の下り本線の南側に不自然に細長い不定形の空き地が鉄道用地として残されており、これが東小平駅の下りホームか貨物側線の跡地とされている。上り本線の北側にも数十mほど上りホーム跡地らしき場所があり、残りは道路用地として転用されたとみられる。
1990年前後天神町1丁目周辺の住民による東小平駅復活に関する署名活動が展開されたことがある。公立昭和病院へのアクセスを期待したものと推測される。

## 隣の駅
西武鉄道
■新宿線（1954年10月9日時点）
花小金井駅 - 東小平駅 - 小平駅